# Le Samyn
Le Samyn è una corsa in linea di ciclismo su strada maschile che si svolge tra Frameries e Dour, in Belgio, ogni anno nel mese di marzo, il mercoledì successivo all'Omloop Het Nieuwsblad. Dal 2005 fa parte del circuito continentale UCI Europe Tour come evento di classe 1.1.

## Storia
Questa corsa fu creata nel 1968 con il nome di Grand Prix de Fayt-le-Franc, dal nome della frazione attorno al quale si correva. Nel 1970 si decise di ribattezzarla in omaggio al suo primo vincitore, José Samyn, deceduto in corsa nel 1969.

## Albo d'oro

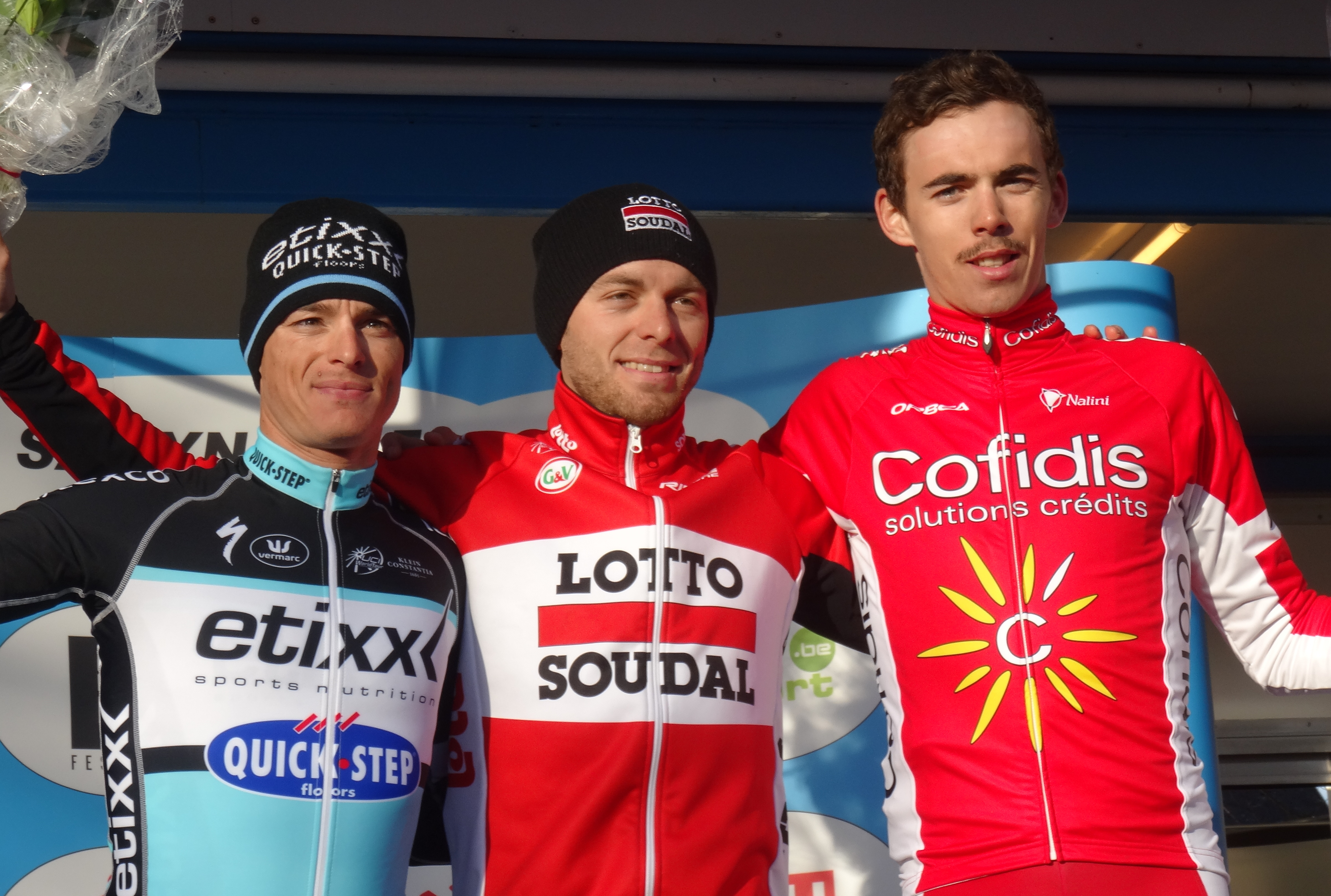
Le Samyn 2015 : Gianni Meersman (2), Kris Boeckmans (1) & Christophe Laporte (3).

Aggiornato all'edizione 2025.
| Anno                        | Vincitore                | Secondo                | Terzo                   |
| --------------------------- | ------------------------ | ---------------------- | ----------------------- |
| Grand Prix de Fayt-le-Franc |                          |                        |                         |
| 1968                        | José Samyn               | Bernard Guyot          | Victor Van Schil        |
| 1969                        | Herman Vrijders          | Roger Kindt            | Freddy Decloedt         |
| Le Samyn                    |                          |                        |                         |
| 1970                        | Ronny Van de Vijver      | Jacques Zwaenepoel     | André Dierickx          |
| 1971                        | Julien Van Lint          | Etienne Sonck          | Ronny Van De Vijver     |
| 1972                        | Marc Demeyer             | Gérard Hendrickx       | Willy Vanneste          |
| 1973                        | Louis Verreydt           | Christian Debuysschere | Eric Wijckaert          |
| 1974                        | André Dierickx           | Ferdinand Bracke       | Gustaaf Van Roosbroeck  |
| 1975                        | Alain Santy              | Ronald De Witte        | Eric Leman              |
| 1976                        | Dirk Baert               | Jacques Martin         | Ferdi Van Den Haute     |
| 1977                        | Michel Périn             | Rudy Pevenage          | Frans Van Vlierberghe   |
| 1978                        | Herman Van Springel      | Frank Hoste            | Marc Demeyer            |
| 1979                        | Jos Schipper             | Roger Verschaeve       | Ferdi Van Den Haute     |
| 1980                        | Gery Verlinden           | Michel Pollentier      | José De Cauwer          |
| 1981                        | Pol Verschuere           | Adri van der Poel      | Patrick Versluys        |
| 1982                        | Jos Jacobs               | Daniel Willems         | Pol Verschuere          |
| 1983                        | Jacques van Meer         | Luc Colijn             | Ludo De Keulenaer       |
| 1984                        | Daniel Rossel            | Ludwig Wijnants        | Alain De Roo            |
| 1985                        | Ronny Van Holen          | Paul Haghedooren       | Luc Meersman            |
| 1986                        | Patrick Onnockx          | Marc Sergeant          | William Tackaert        |
| 1987                        | Claude Criquielion       | Patrick Onnockx        | Edwig Van Hooydonck     |
| 1988                        | non organizzata          |                        |                         |
| 1989                        | Hendrik Redant           | Jean-Marie Wampers     | Jerry Cooman            |
| 1990                        | Hendrik Redant           | Frank Pirard           | Peter Pieters           |
| 1991                        | Johnny Dauwe             | Eric Vanderaerden      | Hendrik Redant          |
| 1992                        | Johan Capiot             | Eric Vanderaerden      | Jean-Pierre Heynderickx |
| 1993                        | Wilfried Nelissen        | Johan Museeuw          | Johan Capiot            |
| 1994                        | Johan Capiot             | Peter Declercq         | Ludo Dierckxsens        |
| 1995                        | Johan Capiot             | Johan Verstrepen       | Nico Mattan             |
| 1996                        | Hans De Meester          | Stéphane Hennebert     | Ludo Dierckxsens        |
| 1997                        | Michel Vanhaecke         | Jo Planckaert          | Kris Gerits             |
| 1998                        | Ludovic Auger            | Mario Aerts            | Tom Desmet              |
| 1999                        | Thierry Marichal         | Erwin Thijs            | John Talen              |
| 2000                        | Frank Høj                | Roger Hammond          | Jan Boven               |
| 2001                        | Kris Gerits              | Peter Farazijn         | Bert Hiemstra           |
| 2002                        | Magnus Bäckstedt         | Stijn Devolder         | Gordon McCauley         |
| 2003                        | Stefan van Dijk          | Gert Vanderaerden      | Jeroen Blijlevens       |
| 2004                        | Robbie McEwen            | Ludovic Capelle        | Jans Koerts             |
| 2005                        | annullata                |                        |                         |
| 2006                        | Renaud Dion              | Philippe Gilbert       | Matti Breschel          |
| 2007                        | Jimmy Casper             | Philippe Gilbert       | Bastiaan Giling         |
| 2008                        | Philippe Gilbert         | Kevyn Ista             | Aleksejs Saramotins     |
| 2009                        | Wouter Weylandt          | Rémi Cusin             | Björn Leukemans         |
| 2010                        | Jens Keukeleire          | Grégory Joseph         | Cédric Pineau           |
| 2011                        | Dominic Klemme           | Kevyn Ista             | Robert Wagner           |
| 2012                        | Arnaud Démare            | Kris Boeckmans         | Adrien Petit            |
| 2013                        | Aleksej Catevič          | Kris Boeckmans         | Adrien Petit            |
| 2014                        | Maxime Vantomme          | Aleksej Catevič        | Nacer Bouhanni          |
| 2015                        | Kris Boeckmans           | Gianni Meersman        | Christophe Laporte      |
| 2016                        | Niki Terpstra            | Scott Thwaites         | Florian Sénéchal        |
| 2017                        | Guillaume Van Keirsbulck | Alex Kirsch            | Iljo Keisse             |
| 2018                        | Niki Terpstra            | Philippe Gilbert       | Damien Gaudin           |
| 2019                        | Florian Sénéchal         | Aimé De Gendt          | Niki Terpstra           |
| 2020                        | Hugo Hofstetter          | Aimé De Gendt          | David Dekker            |
| 2021                        | Tim Merlier              | Rasmus Tiller          | Andrea Pasqualon        |
| 2022                        | Matteo Trentin           | Hugo Hofstetter        | Dries De Bondt          |
| 2023                        | Milan Menten             | Hugo Hofstetter        | Edward Theuns           |
| 2024                        | Laurenz Rex              | António Morgado        | Jenthe Biermans         |
| 2025                        | Mathieu van der Poel     | Paul Magnier           | Emilien Jeannière       |

### Vittorie per nazione
Aggiornato al 2025
| Pos. | Paese       | Vittorie |
| ---- | ----------- | -------- |
| 1    | Belgio      | 34       |
| 2    | Francia     | 9        |
| 3    | Paesi Bassi | 6        |
| 4    | Danimarca   | 1        |
| 4    | Svezia      | 1        |
| 4    | Australia   | 1        |
| 4    | Germania    | 1        |
| 4    | Russia      | 1        |
| 4    | Italia      | 1        |